# Miconia abbreviata
Espèce
Statut de conservation UICN

 NT  : Quasi menacé
Miconia abbreviata est une espèce de plantes à fleurs de la famille des Melastomataceae endémique du Pérou.

## Publication originale
- Notizblatt des Botanischen Gartens und Museums zu Berlin-Dahlem 9: 1145. 1927.